# Lepidocolaptes wagleri
O Lepidocolaptes wagleri, de nome popular arapaçu-de-wagler, é uma espécie de ave ameaçada de extinção (Brasil MMA, IN 03/03), da família Dendrocolaptidae, endêmica do nordeste do Brasil, encontrada em matas decíduas, semidecíduas, caatinga arbórea e mata de galeria.

## Alimentação
A dieta do arapaçu-de-wagler é baseada na maior parte por insetos como isópteros, formicídeos e coleópteros.

## Distribuição Geográfica
Foram registradas as ocorrências do arapaçu-de-wagler nos estado da Bahia, Piauí e no norte de Minas Gerais.